# إحسان طالب
إحسان طالب (1956 -) كاتب وباحث في الدراسات الإسلامية من دمشق، سوريا، وعضو اتحاد الكتاب العرب دمشق جمعية البحوث. وعضو اتحاد كتاب وأدباء الإمارات كناقد في دولة الإمارات العربية المتحدة 

## حياته
وُلد في عائلة مسلمة وتلقى تعليما متعدد التوجهات والده هو الشيخ بهجت طالب، كان واحدا من أئمة المساجد الشهيرة في دمشق
في مرحلة المراهقة المبكرة، تعلم احسان طالب قراءة وتلاوة القرآن الكريم في مسجد سنان باشا المعروف في دمشق. واستمر في تعلم العلوم الدينية حتى أصبح التلميذ مقربا من مجلس الشيخ محمد ناصر الدين الألباني في مدينة دمشق.
درس في ثانوية جودت الهاشمي ودرس في كلية الحقوق جامعة دمشق. سافر إلى الدوحة وبدأ بنشر دراساته وأبحاثه عام 1984 في دولة قطر في مجلة الأمة ومجلة ديارنا والعالم وفي مجلات أخرى كمجلة بنك دبي الإسلامي ومجلة الفيصل السعودية. حصل على البكالوريوس الفخرية في مجال الدراسات الإسلامية المعاصرة، ثم حصل على الماجستير الفخرية في مجال تجديد الفكر الديني، ثم حصل على شهادة الدكتوراة الفخرية في مجال الدراسات الفلسفية المعاصرة بتاريخ 24 فبراير 2021.

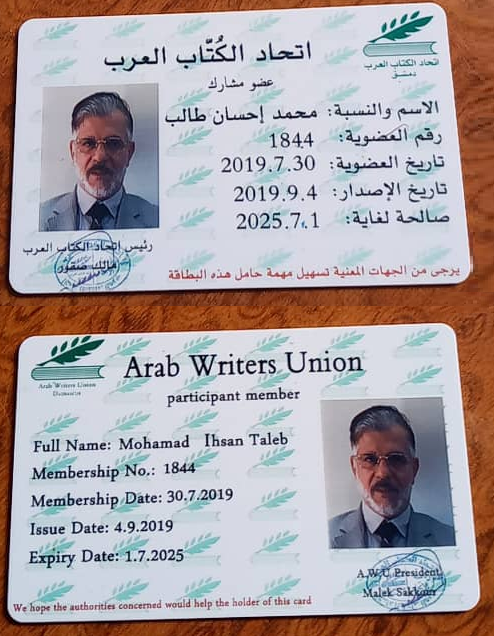
Arab writers union membership card - Ehsan Taleb

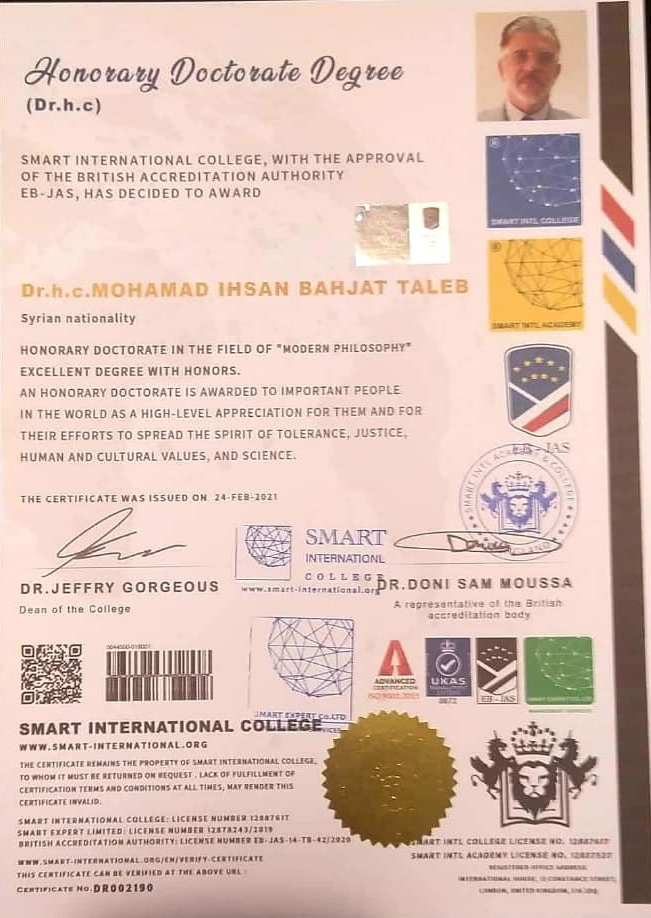
Honorary Doctorate Degree for Ehsan Taleb - شهادة الدكتوراة الفخرية في الفلسفة المعاصرة للكاتب والباحث احسان طالب

## أعماله
بدأ نشر دراساته الإسلامية المتخصصة في عام 1983، في مجال الدراسات الإسلامية الاقتصادية ونشرت تلك الدراسات في عدد من المجلات في دول الخليج العربي، : مثل:
- مجلة الأمة، قطر
- مجلة ديارنا والعالم، قطر
- مجلة الفيصل، المملكة العربية السعودية
- مجلة بنك دبي الإسلامي، الإمارات العربية المتحدة

خلال 1990 قام بمراجعة شاملة لجميع المناهج الإسلامية لما كان قد درسه من قبل، وبدأ التركيز على منهج الإصلاح وإحياء للفكر الإسلامي التنويري واستند في تركيزه على مبدأ إعادة تأسيس الإسلامي الفكر للتعامل مع تطور العلوم الإنسانية الحديثة. وفي بداية العام 2004 وما تلاه، نشر عشرات الدراسات لمراجعة الثقافة الدينية السائدة، في العالم الإسلامي. كانت على الإنترنت وبعض المجلات الورقية في العالم العربي مثل:
- المشكاة (مجلة ورقية) دمشق الصادر عن مركز لدراسات حقوق الإنسان
- دار الآداب (ورقة مجلة)، بيروت، لبنان
- موقع الحوار المتمدن

اعتبارا من عام 2008، نشرت له العديد من الكتب في سوريا ولبنان، التي هي التالية:
- كتاب التأسيس النظري للاقتصاد الإسلامي: نشر على حلقات في مجلة ديارنا والعالم الدوحة قطر بدءً من منتصف عام 1983 ولغاية 1987
- دراسات في الاقتصاد المقارن ونظرية الندرة النسبية، مجلة الأمة، الدوحة قطر 1984 ـ1986
- دراسات في الاقتصاد الإسلامي: دبي: منشورات بنك دبي الإسلامي 1985
- دراسة في كتاب الأموال  أبي عبيد، مجلة الفيصل 1987 الرياض
- كتاب التشدد الديني والإسلام السياسي: طبعة أولى، دمشق 2008 دار السوسن ودار الحصاد
- كتاب العدل والنساء إشكالية النص، دار متري حمص 2009
- كتاب المصالحة مع العقل مقدمة في علم الإصلاح والتجديد: دار متري حمص 2010
- كراس: تأصيل ثقافة التسامح 2010 دار متري طبعة ثانية
- كتاب حوار الديمقراطية والإسلام: بيروت دار ضفاف 2012
- كتاب تأملات في الفينومينولوجيا والحقيقة والإنسان: أبحاث فلسفية  دمشق دار العراب ـ دار نور حوران 2016
- مدينة بستان الكرز:   ديوان شعر: دمشق، دار العراب 2016
- نساء الخدور: مجموعة شعرية  دار العراب دمشق 2017[6]
- كتاب التشدد الديني والإسلام السياسي: طبعة ثانية دمشق دار العراب ـ دار نور حوران  2017
- دراسة عن  ما بعد الإسلام السياسي نشرت في مجلة الآداب بيروت 2012 .
- دراسات حول مفاهيم الحرية والديمقراطية مجلة المشكاة، مركز دمشق للدراسات القاهرة. 2008 ـ 2009
- نقد الليبرالية والمشروع الليبرالي العربي  نشر على حلقات 2009 ـ 2010
- أبحاث عن العدالة الانتقالية نشرت على حلقات 2013 ـ 20015
- سلسلة أبحاث بعنوان: استراتيجيات ومهارات فن الحوار والتفاوض الفعال، ونشرت في  العديد من المجلات والمواقع الإلكترونية.   طبعة جديدة من كتاب العدل النساء إشكالية النص، دار العراب دمشق 1820
- الغواني رواية. صدرت عن دار العراب  دمشق بحدود 500 صفحة 1921
- التأسيس الفينومينولوجي: القاموس التاريخي لأدموند هوسرل. طبعة جديدة مزيدة ومنقحة من كتاب المصالحة مع العقل مقدمة في علم الاصطلاح والتجديد. نثر فلسفي: شذرات فلسفية. حكايات حسام: يوميات الفتى المبهر. ـ كتب قيد الإنجاز:
- التحليل الفينومينولوجي للظاهرة الدينية. ـ معضلة العقل والنقل، القياس الهرمينوطيقي. ـ الوهم المقدس: رواية.
- دراسة انطلوجية للشعر الجاهلي
- قواعد المنهج في علم الظاهراتية الفينومينولوجيا
- التحليل الفينومينولوجي للظاهرة الدينية
- ثقافة التسامح بين الفكر الوصفي والفكر الغائي التجربة الإماراتية

نشر مئات الأبحاث والدراسات في العديد من المواقع إلكترونية والمجلات الورقية، وكان مشرفا عاما على موقع منتدى مجلة شروق الأدبي والإعلامي وله صفحته الخاصة في موقع الحوار المتمدن، نشر في موقع الأوان وفي موقع صفحات سورية وموقع صباح سوريا وموقع شفاف الشرق الأوسط وغيرها الكثير. كما له عشرات القصائد الشعرية المنشورة: تضمنها ديوانان قدما لوزارة الإعلام السورية بدمشق ورفضت التصريح بالنشر.

## مصادر

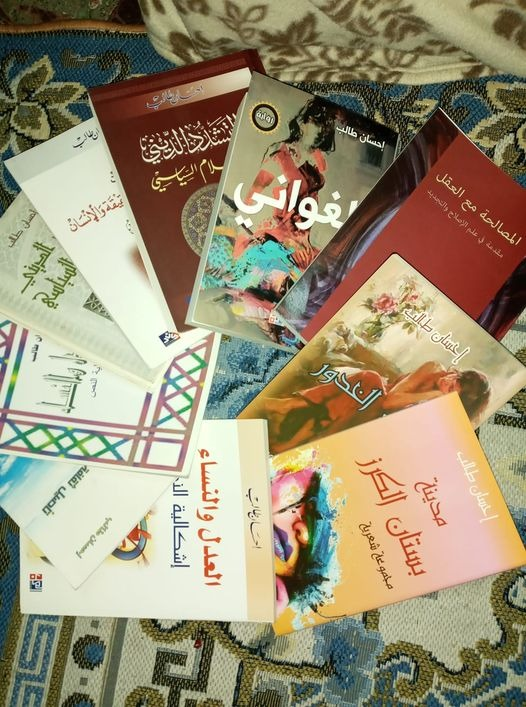
بعض من كتبه